# Аринці
Аринці, Арини - зниклий народ кетського походження, що мешкав по середній течії Єнісею, зокрема в районі Красноярська.

## Походження. Етнонім
Мабуть, мають давнє південносибірське походження, що підтверджується наявністю розвиненого ковальського ремесла, як у південніших племен залізної доби . Споріднені кетам та іншим єнісейцям.
Слово «аринці»походить, за зауваженням Г. Ф. Міллера, від тюркського слова «ара» - оса. У хакаському фольклорі відзначається, що в давнину вони були сильними і могутніми, подібно до того, як рій ос переслідує стадо, жалить і жене, вони також гнали, кололи і вбивали багато народів. За хакаською міфології, аринці в давнину були численні і зарозуміло ставилися до оточуючих народів. На їх прабатьківщині, біля гори Кум-Тігей, жило безліч змій. Аринці, не пропускаючи жодної, рубали їх шаблями. Зміїний цар (хак. - Чилан-хан) оголосив аринцям війну, в ході якої аринці були практично винищені. Подібний  міфічний сюжет про боротьбу скіфів зі зміями та їх загибель зафіксовано в історії Геродота.

## Історія
Арінце згадуються як народ або плем'я в XVII-XVIII століттях, і вже тоді - як стародавній зникаючий етнос . На рубежі XVI-XVII століть вони разом зі спорідненими ястинцями проживали, кочуючи, в районі сучасного Красноярська та його околиць: в районі шанованої ними гори Кум-Тигей (і майже по всій території міста, включаючи обидва береги Єнісею та острови), в Сухобузимському, Ємельяновському районах, і на захід від до Кемчуги. Після заснування Красноярського острогу (1628) їх кочові угіддя скоротилися. Самих аринців в 1628 році налічувалося 640 осіб.
Після заснування в 1628 році Красноярського острогу аринці склали разом з качинцями Підгородню ясачну земельку під загальною назвою «красноярських татарів». Підгородні аринці були скотарями і землеробами. За своїм зовнішнім виглядом, господарством та побутом, соціальній організації вони не відрізнялися від інших кочових племен. У XVIII столітті частина аринців перекочувала на південь і склала окремий Сеок в складі Татишева адміністративного роду.
До XIX століття останні аринці були асимільовані тюрками, або русифікувалися. Частина їх, тісно контактуючи з качинцями, згодом, можливо, увійшла до складу Хакасія. Згадуються як хакаський сеок (хак. Аарау) в складі Качинської етнічної субгрупи.

## Сучасність
В цілому аринці залишили значний слід в топоніміці Красноярья. Їм зобов'язані назвами річка Бузим и село Арейское.
Власне в Красноярську на честь аринского «князька», відомого під тюркським ім'ям Татиш, названий Татишів острів. З аринцями пов'язані назви вулиць на півночі міста: Аринська та Абітаєвська. На ім'я сина Татиша, Бугача, названі річка, міський мікрорайон та  залізнична станція, а також приміська село Бугачево.